# Koszt krańcowy

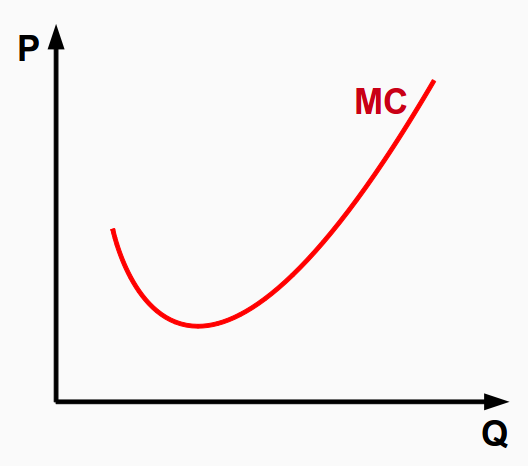
Przykład krzywej kosztu krańcowego. Oś Q to wielkość produkcji, a oś P – cena.

Koszt krańcowy (koszt marginalny, ang. marginal cost, MC) – koszt jaki ponosi producent w związku ze zwiększeniem wielkości produkcji danego dobra o jedną jednostkę. Stanowi przyrost kosztów całkowitych związany z produkowaniem dodatkowej jednostki dobra.
Przy danej wielkości produkcji danego dobra producent ponosi określone koszty. Jeżeli zwiększy swoją produkcję o jedną jednostkę, wówczas koszty całkowite produkcji zwiększą się. Różnica w wielkości kosztów jakie producent ponosił wcześniej i kosztów jakie ponosi po zwiększeniu produkcji stanowi właśnie koszt krańcowy. Jest to inaczej koszt wyprodukowania dodatkowej jednostki dobra.

## Ujęcie matematyczne
W ujęciu matematycznym koszty krańcowe są pochodną funkcji kosztów całkowitych ze względu na wielkość produkcji.
{\displaystyle KC'=KM={\frac {\Delta KC}{\Delta W}}}
gdzie:
- {\displaystyle KM} – koszty marginalne
- {\displaystyle KC} – koszty całkowite
- {\displaystyle W} – wielkość produkcji

Koszty krańcowe wskazują na dynamikę kształtowania się kosztów całkowitych w zależności od wielkości produkcji.